# Jignița, Mehedinți
Jignița este un sat în comuna Căzănești din județul Mehedinți, Oltenia, România.